# Zenaide Vieira
Zenaide Vieira, född 25 juni 1985, är en friidrottare från Brasilien. Hon deltog vid olympiska sommarspelen 2008.